# Mniszek (Dragacz)
Mniszek (deutsch Mischke) ist ein Dorf in Polen in der Woiwodschaft Kujawien-Pommern, im Powiat Świecki, in der Gemeinde Dragacz (deutsch Dragaß).

## Geschichte
Das Dorf gehörte bis zum Ende des Ersten Weltkriegs zum westpreußischen Landkreis Schwetz und musste 1920 vom Deutschen Reich aufgrund der Bestimmungen des Versailler Vertrags zum Zweck der Einrichtung des Polnischen Korridors an die Zweite Polnische Republik abgetreten werden.
Hier befindet sich das zweitgrößte Massengrab aus dem Zweiten Weltkrieg in Westpreußen. In einem Steinbruch im nahe gelegenen Wald, wurden in den Jahren 1939 bis 1945 etwa 10.000 polnische Zivilisten von Einheiten der SS und des Selbstschutzes ermordet. Die Zivilisten stammten aus den Kreisen Starogard (Preußisch Stargard), Grudziądz (Graudenz), Świecie (Schwetz), Chełmno (Kulm) und Bydgoszcz (Bromberg).
Die ersten Opfer waren 200 Patienten der psychiatrischen Klinik der Stadt Świecie (Schwetz an der Weichsel), mitsamt dem Klinik-Direktor Józef Bednarz.
Zeitzeugen berichten, dass bis 1940 jeden zweiten bis dritten Tag fünf bis zehn Fahrzeuge mit abgedunkelten Scheiben in den Wald fuhren und ab 18 bis 24 Uhr zahlreiche Schüsse zu hören waren.
Lediglich fünf der 10.000 Opfer überlebten die Erschießungen; vier konnten die Dunkelheit nutzen und entkommen, einer – der 19-jährige Jan Plieth – überlebte die Erschießungen schwer verletzt.
Vor ihrer Flucht vor der anrückenden Roten Armee versuchten SS-Einheiten im Rahmen eines Enterdungskommandos durch Verbrennung eines Teils der Leichen die Spuren ihrer Gräueltaten zu vertuschen.

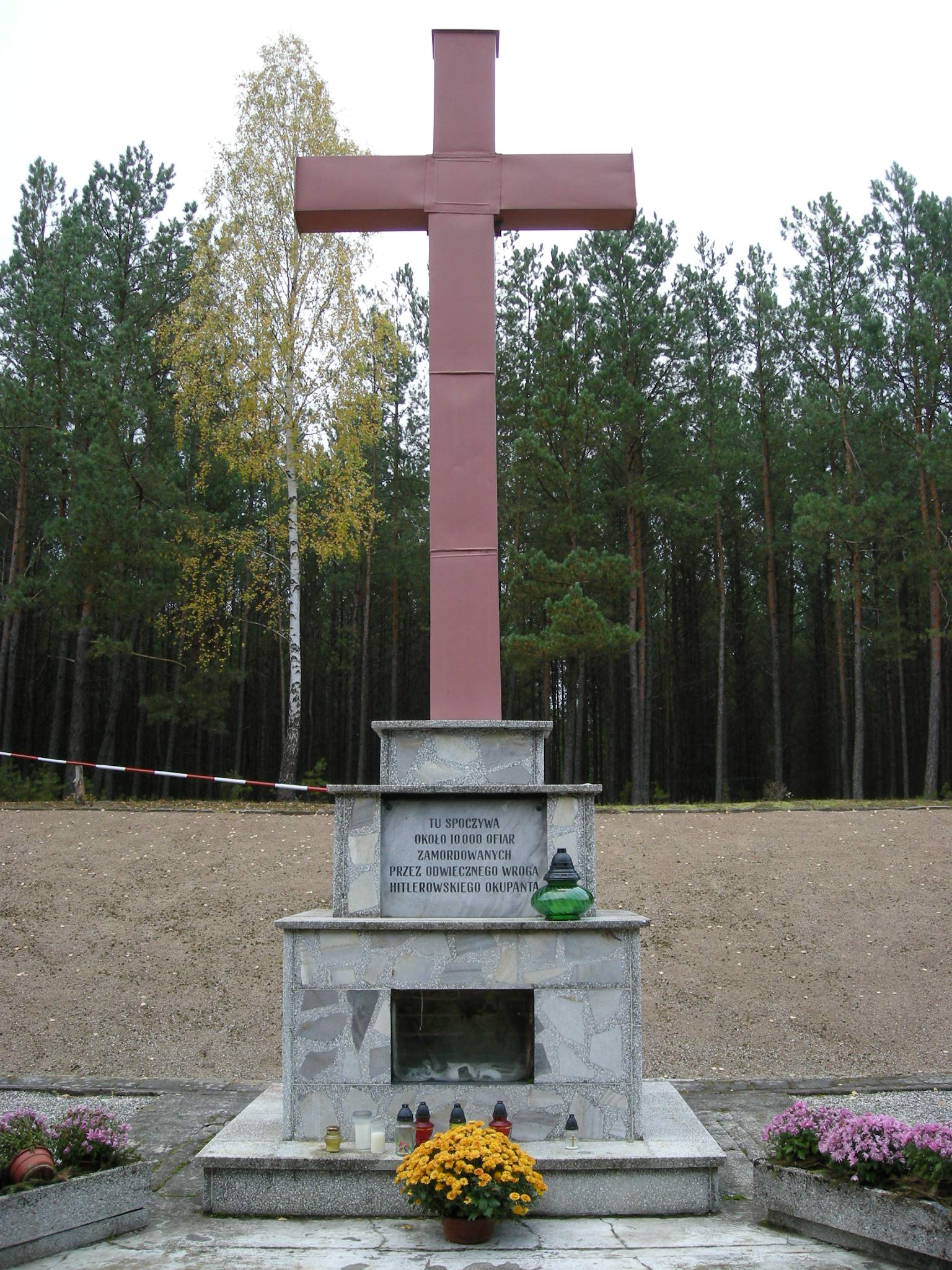
Kreuz mit der Gedenktafel und Überresten der Opfer